# Malese Jow
Elizabeth Malese "Malese" Jow  (Tulsa, 18 de fevereiro de 1991) é uma atriz e cantora americana, mais conhecida por seus papeis, tais como Geena Fabiano no seriado adolescente Normal Demais, Anna em The Vampire Diaries, e Lucy Stone em Big Time Rush.
Jow se mudou para a Califórnia com sua mãe e irmãos, quando ela tinha 9 anos. Jow é parte sino-americana e parte cherokee. Malese Jow possui 1 irmã, Makenna Jow e 2 irmãos.

## Filmografia
| Ano       | Programa                                 | Papel                  | Notas                                              |
| --------- | ---------------------------------------- | ---------------------- | -------------------------------------------------- |
| 1997      | Barney e seus amigos                     | Garota da festa do chá | Episódio "Pennies, Nickels, Dimes"                 |
| 1997      | Dellaventura                             | Criança órfã           | Episódio "Dreamers"                                |
| 2003      | The Brothers Garcia                      | Celeste                | Episódio "Right Place, Right Time"                 |
| 2004-2007 | Normal Demais                            | Geena Fabiano          | Coadjuvante                                        |
| 2005      | All That                                 | Ela mesma              |                                                    |
| 2007      | Bratz: The Movie                         | Quinn                  | Antagonista                                        |
| 2007      | Wizards of Waverly Place                 | Ruby Donahue           | Episódio "Movies"                                  |
| 2008      | The Young and the Restless               | Hannah                 | Dois episódios                                     |
| 2009      | iCarly                                   | Sósia da Carly         | Episódio "iLook Alike"                             |
| 2009      | The Secret Life of the American Teenager | Gail                   | Episódio "One Night at Band Camp"                  |
| 2009      | I Can Do Bad All By Myself               | Kelly                  | Filme, lançado nos EUA 11 de Setembro de 2009      |
| 2009      | Hannah Montana                           | Rachel                 | Episódio "He Could Be the One"                     |
| 2009      | Pequenos Invasores                       | Julie                  | A garota do fim do filme                           |
| 2009-2012 | The Vampire Diaries                      | Anna                   | Procurar a Rebekah Mikaelson                       |
| 2010      | You're So Cupid!                         | Megan                  | Filme da Poppy Productions                         |
| 2010      | A Rede Social                            | Alice                  | Filme da Columbia Pictures                         |
| 2010      | Acerto de Contas                         | Josie Martin           | Episódio "The Boost Job"                           |
| 2011-2013 | Big Time Rush                            | Lucy Stone             | Personagem Secundária                              |
| 2011      | Desperate Housewives                     | Violet                 | Episódio "Then I Really Got Scared"                |
| 2011      | The Troop                                | Cadence Nash           | 13 episódios da 2ª temporada/Personagem Secundária |
| 2012      | CSI: Miami                               | Amanda Yang            | Episódio "Friendly Fire"                           |
| 2012      | Immoral Prodigy                          | Meredith               |                                                    |
| 2014      | Star-Crossed                             | Julia                  | Serie da The Cw                                    |
| 2015      | The Flash                                | Linda Park             |                                                    |
| 2017      | The Shannara Chronicles                  | Mareth Ravenlock       | Elenco recorrente                                  |